# Akeo Watanabe
Akeo Watanabe (渡邉 暁雄, watanabe Akeo) (1919–1990) est un chef d'orchestre japonais connu pour ses enregistrements des œuvres de Jean Sibelius.

## Biographie
Watanabe naît à Tokyo le 5 juin 1919. Il étudie la musique et la direction d'orchestre à l'Académie de musique de Tokyo au Japon et à la Juilliard School de New York. Il fait ses débuts de chef d'orchestre à la tête de l'Orchestre symphonique de Tokyo en 1945. Il est directeur musical de l'Orchestre philharmonique de Tokyo de 1948-1954.
En 1956, Watanabe fonde l'Orchestre philharmonique du Japon dont il est le chef résident jusqu'en 1968. En 1970, il est nommé directeur musical de l'Orchestre symphonique de Kyoto, poste auquel il reste attaché jusqu'en 1972. De 1972 à 1978, il est directeur musical de l'Orchestre symphonique métropolitain de Tokyo. En 1978, il est de nouveau chef résident de l'orchestre philharmonique du Japon nouvellement réformé (rebaptisé Orchestre philharmonique symphonique du Japon), avec qui il reste jusqu'en 1983. En 1988, il est nommé directeur musical de l'Orchestre symphonique de Hiroshima à la tête duquel il demeure jusqu'en 1990. Il est également professeur de direction d'orchestre à l'Université des arts de Tokyo de 1962 à 1967.
Watanabe est chef d'orchestre invité régulier d'orchestres aux États-Unis et en Europe. Il réalise le premier ensemble complet d'enregistrements des symphonies de Sibelius en son stéréophonique avec l'Orchestre philharmonique du Japon de 1960 à 1962 pour la Société Nippon Columbia (ceux-ci sont commercialisés sur le label Epic de Columbia aux États-Unis). Il enregistre de nouveau l'intégrale des symphonies de Sibelius en son numérique avec le même orchestre en 1981 pour la société Denon.
Watanabe décède en 1990. Les documents de l'Orchestre philharmonique symphonique du Japon indiquent qu'il est resté jusqu'à sa mort directeur musical de l'orchestre qu'il a fondé.